# 山口県小学校の廃校一覧
山口県小学校の廃校一覧（やまぐちけんしょうがっこうのはいこういちらん）は、山口県内の廃校となった小学校の一覧。対象となるのは、学制改革（1947年）以降に廃校となった小学校とその分校である。学校名は廃校当時のもの。廃校時に小学校が所在していた自治体がその後合併により消滅している場合は、現行の自治体に含む。また現在休校中の県内の小学校も、参考として記載する。
（）内は、廃校（もしくは、休校）になった年。
※印付きの小学校は、廃校決定まで数年から数十年の休校期間があった小学校である。

## 国立小学校
- 山口大学教育学部附属光小学校（2025年附属光中と統合し山口大学教育学部附属光義務教育学校へ）

## 公立小学校

### 都市部

#### 下関市
- 下関市立吉田小学校貞垣分校（1963年）
- 下関市立勝山小学校小野分校（1966年）[1]
- 下関市立吉田小学校朝日町分校（1967年）
- 下関市立桜山小学校六連分校（1974年10月）[2]
- 下関市立三豊小学校（2008年休校、2015年廃校[3]）
- 下関市立二見小学校（2011年休校[4]、児童は滝部小へ通学[5]、2015年廃校[3]）
- 下関市立田耕小学校（2015年[3]滝部小へ統合）[6]
- 下関市立殿居小学校（2016年豊田中小へ統合）[7]
- 下関市立神田小学校（西神田町）（2017年桜山小へ統合）[7]
- 下関市立神田小学校（豊北町）（2019年滝部小へ統合）[7]
- 下関市立神玉小学校（同上）[7]
- 下関市立角島小学校（2020年下関市立豊北小学校へ統合）[8]
- 下関市立阿川小学校（同上）[8]
- 下関市立粟野小学校（同上）[8]
- 下関市立滝部小学校（同上）[8]
- 下関市立豊田中小学校（2021年下関市立西市小学校へ統合）[9]
- 下関市立名池小学校（2022年王江小と統合し下関市立名陵小学校へ）[10]
- 下関市立王江小学校（2022年名池小と統合し名陵小へ）[11]
- 下関市立吉母小学校（2025年吉見小、吉見中と統合し小中一貫校よしみ小中学校下関市立吉見小学校へ）[12][注釈 1]
- 豊田町立西市小学校稲見分校（1955年）[13]
- 豊田町立殿居小学校一ノ俣分校（1970年）[13]
- 豊田町立殿居小学校維新分校（1971年）[14]
- 菊川町立豊東小学校轡井分校（2002年休校、2007年廃校[15]）
- 豊浦町立小野小学校（2001年休校、児童は下関市立川棚小学校〈当時：豊浦町立〉へ通学[16]、2005年7月1日廃校[17]）
- 豊北町立八城小学校（1969年田耕小へ統合）[13]

#### 宇部市
- 宇部市立恩田小学校ときわ学園分校（1965年宇部市立常盤中学校ときわ学園分校と統合し山口県立宇部養護学校〈現：山口県立宇部総合支援学校〉へ）[18]
- 宇部市立小野小学校市小野分校[19]（1966年）[注釈 2]
- 宇部市立小野小学校宇内分校[19]（1966年）
- 宇部市立小野小学校如意寺分校[19]（1966年）
- 宇部市立小野小学校臼木分校[19]（1966年）
- 宇部市立小野小学校稔小野分校[19]（1966年）
- 宇部市立沖の山小学校（1968年）[20]
- 宇部市立西岐波小学校請川分校（1973年）[21]
- 楠町立吉部小学校荒滝分校（1971年）[22]
- 楠町立吉部小学校藤ヶ瀬分校（1971年）[22]
- 楠町立万倉小学校芦河内分校（1974年）[23]
- 楠町立万倉小学校大河内分校（1979年）[23]

#### 山口市
- 山口市立良城小学校鳳南分校（1956年）[24]
- 山口市立大殿小学校天花畑分校（1959年8月19日）[25]
- 山口市立大富小学校（1965年山口市立仁保小学校へ統合）[26]
- 山口市立嘉年小学校（2016年山口市立徳佐小学校へ統合）[27]
- 山口市立串小学校（2024年山口市立島地小学校へ統合）[28]
- 山口市立柚野木小学校（2024年）[29]
- 大内町立小鯖小学校櫻陰分校（1956年）[30]
- 大内町立小鯖小学校稔畑分校（1958年）[30]
- 大内町立東園小学校（1961年仁保小[26]と山口市立大内小学校[31]〈いずれも当時：大内町立〉へ分割）
- 小郡町立小郡小学校藪台分校（1967年）[32]
- 徳地町立柚野小学校野谷分校[33]（1963年山口市立八坂小学校〈当時：徳地町立〉へ統合）[34]
- 徳地町立串小学校遠内分校[33]（1969年）
- 徳地町立堀小学校（1972年統合により山口市立中央小学校〈当時：徳地町立〉へ）[35]
- 徳地町立伊賀地小学校（1972年中央小伊賀地校舎となり、1973年完全統合）[35]
- 徳地町立岸見小学校（1972年中央小岸見校舎となり、1973年完全統合）[35]
- 徳地町立御所野小学校（1972年中央小御所野校舎となり、1973年完全統合）[35]
- 徳地町立八坂小学校大月分校[33]（1972年）
- 徳地町立柚野小学校滑分校（1974年）[36]
- 徳地町立柚野小学校[33]（2002年柚木小と統合し柚野木小へ）[37]
- 徳地町立柚木小学校（2002年柚野小と統合し柚野木小へ）[37]
- 徳地町立三谷小学校（2003年八坂小へ統合）[38]
- 徳地町立引谷小学校（同上）[38]
- 阿東町立徳佐小学校坂田分校[33]（廃校時期不詳）[注釈 3]
- 阿東町立嘉年小学校上郷分校（1960年）[39]
- 阿東町立嘉年小学校吉部野分校（1960年）[39]
- 阿東町立蔵目喜小学校（1982年山口市立生雲小学校〈当時：阿東町立〉へ統合）[40]
- 阿東町立地福小学校（2000年統合により山口市立さくら小学校〈当時：阿東町立〉へ）[41]
- 阿東町立篠目小学校（同上）[41]
- 阿東町立三谷小学校（同上）[41]
- 阿東町立徳佐小学校〈旧〉（2006年亀山小と統合し徳佐小〈新〉へ）[27]
- 阿東町立亀山小学校（2006年徳佐小〈旧〉と統合し徳佐小〈新〉へ）[27]

#### 萩市
- 萩市立三見小学校飯井分校（1964年）[注釈 4]
- 萩市立大島小学校羽島分校（1965年）[注釈 5]
- 萩市立大島小学校櫃島分校（1965年）
- 萩市立相島小学校尾島分校（1965年）[注釈 6]
- 萩市立大井小学校七重分校（1972年）[注釈 7]
- 萩市立見島小学校宇津分校（1972年）[42]
- 萩市立鈴野川小学校（2010年休校）[43]
- 萩市立紫福小学校（2016年福川小と統合し萩市立福栄小学校へ）[44]
- 萩市立福川小学校（2016年紫福小と統合し福栄小へ）[44]
- 萩市立弥富小学校（2019年休校）[45]
- 旭村立佐々並小学校成川分校（1955年）[46]
- 旭村立佐々並小学校大下分校（1955年）[46]
- 旭村立佐々並小学校黒ヶ谷分校（1955年）[46]
- 旭村立佐々並小学校日南瀬分校（1955年）[46]
- 旭村立佐々並小学校舞谷分校（1960年）[46]
- 旭村立長高小学校（1963年萩市立佐々並小学校〈当時：旭村立〉へ統合）[46]
- 旭村立明木小学校矢代分校（1964年）[47]
- 福栄村立福川小学校山崎分校（1965年）
- 福栄村立福川小学校鳴尾分校（1969年）
- 福栄村立半田小学校（1981年福川小へ統合）
- 福栄村立半田小学校平蕨分校（同上）[48]
- 田万川町立小川小学校〈旧〉（1967年統合により萩市立小川小学校〈当時：田万川町立〉へ）[49]
- 田万川町立上小川小学校（同上）[49]
- 田万川町立下小川小学校（同上）[49]
- 川上村立高瀬小学校（1970年萩市立川上小学校〈当時：川上村立〉高瀬分校となり、1971年廃校）[50]
- 川上村立立野小学校（1971年川上小へ統合）[50]
- 川上村立川上小学校笹尾分校（1973年）[50]
- 川上村立川上小学校野戸呂分校（1978年）[50]
- 須佐町立弥富小学校馬取分校（1970年9月1日）[51]
- むつみ村立吉部小学校（1998年高俣小と統合し萩市立むつみ小学校〈当時：むつみ村立〉へ）[52]
- むつみ村立高俣小学校（1998年吉部小と統合しむつみ小へ）[52]

#### 防府市
- 防府市立小野小学校奥畑分校（1966年）[53]
- 防府市立小野小学校久兼分校（1966年）[53]
- 防府市立小野小学校真尾分校（1966年）[53]
- 防府市立大道小学校切畑分校（1966年）[54]

#### 下松市
- 下松市立米川小学校大藤谷分校（1963年）[55]
- 下松市立深浦小学校（2007年休校、下松市立下松小学校へ統合[56]、2014年廃校[57]）
- 下松市立笠戸小学校（2014年下松小へ統合）[57]
- 下松市立江の浦小学校（同上）[57]
- 下松市立米川小学校（2020年休校、児童は下松市立花岡小学校へ通学）[58]

#### 岩国市
- 岩国市立持ヶ峠小学校（1965年休校、1973年廃校[59]）
- 岩国市立樋ノ口小学校（1979年）[59]
- 岩国市立叶木小学校（1982年）[59]
- 岩国市立天尾小学校二鹿分校（1984年）[59]
- 岩国市立端島小学校（1988年休校、2000年に再開するも2010年再休校[60]）
- 岩国市立黒島小学校（1994年休校）[59]
- 岩国市立通津小学校通西分校（1997年休校）[61]
- 岩国市立六呂師小学校（1987年休校[59]、2005年廃校）※
- 岩国市立乙瀬小学校（2001年休校し岩国市立小瀬小学校へ統合[62]、2014年正式廃校）
- 岩国市立柱島小学校（2008年休校）[59]
- 岩国市立波野小学校（2011年休校、児童は岩国市立本郷小学校へ通学）[63]
- 岩国市立天尾小学校（2013年休校、児童は岩国市立杭名小学校へ通学）[64]
- 岩国市立祖生東小学校（2014年祖生西小と統合し岩国市立そお小学校へ）[65]
- 岩国市立祖生西小学校（2014年祖生東小と統合しそお小へ）[65]
- 岩国市立中田小学校（2016年休校）[66]
- 岩国市立玖珂中央小学校（2017年岩国市立玖珂小学校へ統合）[67]
- 岩国市立美和東小学校（2024年美和西小と統合し岩国市立美和小学校へ）[68]
- 岩国市立美和西小学校（2024年美和東小と統合し美和小へ）[68]
- 本郷村立西黒沢小学校（1970年本郷小へ統合）[63]
- 本郷村立本谷小学校（2001年休校、児童は本郷小へ通学[63]、2014年廃校）
- 錦町立木谷小学校（1968年）
- 錦町立大野小学校（1969年）
- 錦町立広瀬小学校高木屋分校（1971年）
- 錦町立府谷小学校（1971年）[59]
- 錦町立向畑小学校（1971年[59]）
- 錦町立野谷小学校（1974年）[59]
- 錦町立須川小学校（1977年深川小と統合し深須小へ）
- 錦町立深川小学校（1977年[60]須川小と統合し深須小へ）
- 錦町立須川小学校高須分校（1977年）[59]
- 錦町立大原小学校（2001年休校し[60]高根小へ統合）
- 錦町立宇佐小学校[60]（同上）
- 錦町立広瀬小学校（2002年広東小および深須小の一部と統合し岩国市立錦清流小学校〈当時：錦町立〉へ）[69]
- 錦町立広東小学校（2002年休校し錦清流小へ統合、2014年正式廃校）[69]
- 錦町立高根小学校（2002年向峠小および深須小の一部と統合し岩国市立宇佐川小学校〈当時：錦町立〉へ）[注釈 8]
- 錦町立向峠小学校（2002年休校し宇佐川小へ統合、2011年正式廃校）
- 錦町立深須小学校（2002年休校し錦清流小[69]と宇佐川小へ分割統合、2014年正式廃校）
- 美川町立根笠小学校平本分校（1964年）[70]
- 美川町立根笠小学校如田原分校（1966年）[70]
- 美川町立南桑小学校滝山分校（1966年）[70]
- 美川町立南桑小学校伊田川分校（1967年）[70]
- 美川町立南桑小学校（1980年根笠小と統合し桑根小へ）[70]
- 美川町立根笠小学校（1980年南桑小と統合し桑根小へ）[70]
- 美川町立桑根小学校（2002年河山小と統合し岩国市立美川小学校〈当時：美川町立〉へ）[70]
- 美川町立河山小学校（2002年桑根小と統合し美川小へ）[70]
- 美和町立坂上小学校駄床分校（廃校時期不明）[60]
- 美和町立西畑小学校向畑分校（1972年）
- 美和町立阿賀小学校（1996年休校、2001年統合により美和西小へ[71]）
- 美和町立秋掛小学校（2001年美和西小へ）[71]
- 美和町立北中山小学校（同上）[71]
- 美和町立生見小学校（同上）[71]
- 美和町立下畑小学校（同上）[71]
- 美和町立西畑小学校（同上）[71]
- 美和町立坂上小学校（2001年統合により美和東小へ）[72]
- 美和町立長谷小学校（同上）[72]
- 美和町立北門小学校（同上）[72]
- 玖珂町立玖珂小学校中野口分校（1972年休校）[67]
- 周東町立祖生小学校（1956年祖生東小と祖生西小へ再編）[65]
- 周東町立祖生小学校上祖分校（同上）[65]
- 周東町立祖生小学校下祖分校（同上）[65]
- 周東町立川越小学校（1988年統合により岩国市立周北小学校〈当時：周東町立〉へ）[73]
- 周東町立檜余地小学校（同上）[73]
- 周東町立三瀬川小学校（同上）[73]

#### 光市
- 光市立伊保木小学校（1961年光市立室積小学校へ統合）[注釈 9]
- 光市立小周防小学校（1965年立野小と統合し光市立周防小学校へ）[74]
- 光市立立野小学校（1965年小周防小と統合し周防小へ）[74]
- 光市立牛島小学校（1999年休校、2005年廃校）[75]

#### 長門市
- 長門市立深川小学校境川分校（1961年）[76]
- 長門市立大畑小学校大垰分校（1980年）[77]
- 長門市立青海島小学校（2006年長門市立仙崎小学校へ統合）[78]
- 長門市立大畑小学校（2010年長門市立深川小学校へ統合）[79]
- 長門市立伊上小学校（2010年長門市立油谷小学校へ統合）[80]
- 油谷町立啓迪小学校（1963年統合により油谷小へ）[80]
- 油谷町立済美小学校（同上）[80]
- 油谷町立石原小学校（同上）[80]
- 油谷町立向津具小学校油谷島分校（1968年）[81]
- 油谷町立向津具小学校久原分校（1969年）[81]
- 油谷町立大平小学校（1996年油谷小・川尻小・文洋小へ分割統合）[80]
- 油谷町立文洋小学校（2004年油谷小へ統合）[80]
- 油谷町立川尻小学校（同上）[80]
- 日置村立益習小学校（1968年長門市立日置小学校〈当時：日置村立〉へ統合）[注釈 10]
- 日置村立野田小学校（同上）
- 三隅町立宗頭小学校（1971年長門市立明倫小学校〈当時：三隅町立〉へ統合）[82][注釈 11]

#### 柳井市
- 柳井市立余田小学校畑分校（1963年柳井市立柳北小学校へ統合）[83]
- 柳井市立柳北小学校黒杭分校（同上）[83]
- 柳井市立伊陸小学校伊東分校（1969年）
- 柳井市立相浦小学校（1988年阿月小へ統合）[84]
- 柳井市立平郡西小学校（1992年休校）[85]
- 柳井市立日積小学校〈旧〉（2003年大里小と統合し柳井市立日積小学校〈新〉へ）[86]
- 柳井市立大里小学校（2003年日積小〈旧〉と統合し日積小〈新〉へ）[86]
- 柳井市立伊保庄小学校（2005年阿月小と統合し柳井市立柳井南小学校へ）[87]
- 柳井市立阿月小学校（2005年伊保庄小と統合し柳井南小へ）[87]
- 柳井市立神西小学校（2013年統合により柳井市立大畠小学校へ）[88]
- 柳井市立鳴門小学校（同上）[88]
- 柳井市立遠崎小学校（同上）[88]
- 柳井市立平郡東小学校（2003年休校、2012年再開[89]、2020年再休校[90]）

#### 美祢市
- 美祢市立豊田前小学校石館分校（1964年）[注釈 12]
- 美祢市立重安小学校入見分校（1965年）[91]
- 美祢市立厚保小学校平沼田分校（1968年）
- 美祢市立伊佐小学校〈旧〉（1970年美祢市立伊佐小学校へ統合）[92]
- 美祢市立上野小学校（同上）[92]
- 美祢市立河原小学校（同上）[92]
- 美祢市立堀越小学校（同上）[92]
- 美祢市立豊田前小学校保々分校（1971年）[注釈 13]
- 美祢市立鳳鳴小学校（2011年）[93]
- 美祢市立田代小学校（2013年美祢市立於福小学校へ統合）[94]
- 美祢市立桃木小学校（2014年）[95]
- 美祢市立下郷小学校（2014年美祢市立秋吉小学校へ統合）[96]
- 美祢市立本郷小学校（同上）[96]
- 美祢市立川東小学校（2017年美祢市立厚保小学校へ統合）[97]
- 美祢市立東厚小学校（同上）[97]
- 美祢市立嘉万小学校（2018年別府小と統合し美祢市立秋芳桂花小学校へ）[98]
- 美祢市立別府小学校（2018年嘉万小と統合し秋芳桂花小へ）[98]
- 美祢市立赤郷小学校（2019年）[99]
- 美祢市立城原小学校（2019年美祢市立大嶺小学校へ統合）[100]
- 美祢市大田小学校 (2025年統合により美祢市立美祢市美東小学校へ)[101]
- 美祢市淳美小学校 (同上)[101]
- 美祢市綾木小学校 (同上)[101]
- 美東町立桂岩小学校（1991年美祢市立大田小学校〈当時：美東町立〉へ統合）[102]
- 秋芳町立青景小学校（1974年嘉万小へ統合）[103]
- 秋芳町立別府小学校江原分校[104]（1984年）
- 秋芳町立八代小学校（2006年[105]嘉万小へ統合）[103]

#### 周南市
- 周南市立小畑小学校（2004年休校）[106]
- 周南市立久米小学校譲羽分校（2006年休校）[107]
- 周南市立大向小学校（2009年休校、児童は周南市立沼城小学校へ通学）[108]
- 周南市立大道理小学校（2011年休校、児童は沼城小へ通学[108]、2017年廃校）
- 周南市立長穂小学校（2010年休校、児童は沼城小へ通学[108]、2018年廃校[109]）
- 周南市立大島小学校（2013年粭島小と統合し周南市立鼓南小学校へ）[110]
- 周南市立粭島小学校（2013年大島小と統合し鼓南小へ）[110]
- 周南市立四熊小学校（2015年休校、児童は周南市立菊川小学校へ通学）[111]
- 周南市立中須小学校（2015年休校、児童は沼城小へ通学）[108]
- 周南市立大津島小学校（2016年休校）[106]
- 徳山市立須磨小学校池田分校[注釈 14]
- 徳山市立大津小学校
- 徳山市立戸田小学校津木分校（1962年）[112]
- 徳山市立大田原小学校（1967年中須小大田原分校となり、1971年休校、1981年廃校）[113]
- 徳山市立湯野小学校河井分校（1968年）[114]
- 徳山市立楽々谷小学校（1970年）[115]
- 徳山市立富岡小学校（1972年加見小と統合し菊川小へ）[116]
- 徳山市立加見小学校（1972年富岡小と統合し菊川小へ）[116]
- 徳山市立徳山小学校鼓ヶ浦分校（1979年徳山市立太華中学校鼓ヶ浦分校と統合し山口県立周南養護学校〈現：山口県立周南総合支援学校〉へ）[117]
- 徳山市立菊川小学校中野分校（1982年休校、1994年廃校）[116]
- 徳山市立馬島小学校（1993年休校、廃校時期不明）
- 徳山市立須磨小学校峰畑分校（2000年休校）[106]
- 都濃町立翠陰小学校（1963年沼城小へ統合）[108]
- 熊毛町立八代小学校須野河内分校（1972年）[118]
- 新南陽市立高瀬小学校（1971年周南市立和田小学校〈当時：新南陽市立〉へ統合）[119]
- 新南陽市立馬神小学校（同上）[119]
- 鹿野町立仁保津小学校清涼寺分校（1970年）[120]
- 鹿野町立金峰小学校奥畑分校[120]（1955年須磨小奥畑分校から移管、1973年廃校）
- 鹿野町立鹿野小学校秘密尾分校[120]（1977年）
- 鹿野町立金峰小学校（1978年鹿野小金峰分校となり[120]、2000年廃校）
- 鹿野町立仁保津小学校（1988年休校、2009年廃校[120]）※
- 鹿野町立渋川小学校（1992年休校、2009年廃校[120]）※
- 鹿野町立大潮小学校（1997年休校、2009年廃校[120]）※

#### 山陽小野田市
- 山陽町立厚狭小学校森広分校（1975年）[121]
- 山陽町立厚狭小学校川上分校（1975年）[121]
- 山陽町立埴生小学校福田分校（1976年）[122]
- 山陽小野田市立津布田小学校（1975年埴生小学校津布田分校より独立するも、2022年埴生小へ統合）[123]

### 郡部

#### 大島郡
- 周防大島町立屋代小学校（2010年周防大島町立明新小学校へ統合）[124]
- 周防大島町立椋野小学校（2011年周防大島町立久賀小学校へ統合）[125]
- 周防大島町立和田小学校（2014年周防大島町立森野小学校へ統合）[126]
- 周防大島町立情島小学校（2017年休校）[127]
- 大島町立屋代小学校畑分校（1962年）
- 大島町立沖浦西小学校（1996年沖浦東小と統合し周防大島町立沖浦小学校〈当時：大島町立〉へ）[128]
- 大島町立沖浦東小学校（1996年沖浦西小と統合し沖浦小へ）[128]
- 久賀町立久賀小学校大崎分校（1967年）[125]
- 久賀町立久賀小学校前島分校（1979年休校、1986年再開、1987年再休校、1997年再再開、2000年廃校）[125]
- 橘町立安下庄小学校立島分校（1964年）[注釈 15]
- 橘町立安下庄小学校鹿家分校（1969年）[129]
- 橘町立安下庄小学校秋分校（1969年）[129]
- 橘町立安下庄小学校源明分校（1980年）[注釈 16]
- 橘町立油良小学校（2001年周防大島町立島中小学校〈当時：橘町立〉へ統合）[130]
- 東和町立和田小学校小泊分校（1961年）
- 東和町立小積小学校（1966年森野小へ統合）[126]
- 東和町立地蔵小学校（1971年周防大島町立城山小学校〈当時：東和町立〉へ統合）[131]
- 東和町立城山小学校伊崎分校（同上）[131]
- 東和町立沖家室小学校（1989年城山小へ統合）[131]
- 東和町立開導小学校（2000年森野小へ統合）[126]

#### 熊毛郡
- 上関町立八島小学校（1986年上関小〈初代〉へ統合）[132]
- 上関町立白井田小学校（1993年休校し上関小〈初代〉へ統合、2004年廃校）[132]※
- 上関町立四代小学校（1998年休校し上関小〈初代〉へ統合、2004年廃校）[132]※
- 上関町立上関小学校〈初代〉（2006年室津小と統合し上関町立上関小学校〈2代目〉へ）[132]
- 上関町立室津小学校（2006年上関小〈初代〉と統合し上関小〈2代目〉へ）[132]
- 平生町立佐賀小学校〈旧〉（1961年統合により平生町立佐賀小学校〈新〉へ）[133]
- 平生町立佐合小学校（1961年佐賀小佐合分教室となり、1962年廃止）[133]
- 平生町立田名小学校（1961年佐賀小田名分教室となり、1962年10月廃止）[133]
- 平生町立習成小学校（1963年統合により平生町立平生小学校へ）[134]
- 平生町立大野小学校（同上）[134]
- 平生町立曾根小学校（同上）[134]
- 平生町立尾国小学校（1967年佐賀小へ統合）[133]
- 田布施町立麻里府小学校（2015年[135]。麻郷小へ統合[135]）
- 田布施町立国木小学校（1961年統合により田布施町立田布施西小学校へ）[136]
- 田布施町立竹尾小学校（同上）[136]
- 田布施町立西田布施小学校（同上）[136]
- 田布施町立麻里府小学校馬島分校（1964年）
- 田布施町立小行司小学校（1969年田布施町立東田布施小学校へ統合）[137]
- 田布施町立城南小学校城南学園分校（1977年田布施町立城南中学校城南学園分校と統合し山口県立田布施養護学校〈現：山口県立田布施総合支援学校〉へ）[138]

#### 阿武郡
- 阿武町立福賀小学校宇生賀分校[139]（廃校時期不明）
- 阿武町立福賀小学校宇飯谷分校[139]（1964年）
- 阿武町立奈古小学校木与分校（1966年）
- 阿武町立奈古小学校河内分校（1968年）
- 阿武町立宇田小学校惣郷分校（1969年）[140]
- 阿武町立宇田小学校（2009年奈古小へ統合）
- 阿武町立奈古小学校（2011年阿武町立阿武小学校開校に伴い廃校）[141]

## 私立小学校
- 萩光塩学院小学校（2008年休校）[142]